# Dimos Keratsini-Drapetsona
Dimos Keratsini-Drapetsona (Keratsini-Drapetsona) är en kommun i Grekland.   Den ligger i prefekturen Nomós Piraiós och regionen Attika, i den sydöstra delen av landet, 9 km väster om huvudstaden Aten. Antalet invånare är 91 045. Arean är 9,7 kvadratkilometer.
Terrängen i Dimos Keratsini-Drapetsona är platt åt sydost, men åt nordväst är den kuperad.